# Kipunji
El kipunji (Rungwecebus kipunji) és una espècie de micos del Vell Món descoberta als altiplans forestals de Tanzània. És arbori, té un ventre blanquinós, mesura uns 90 cm i té un llarg pelatge marró que apareix en crestes als seus flancs i cap. La cara i les parpelles són uniformement negres. Els mascles emeten un crit a alt volum per coordinar els espais intergrupals. Aquest reclam, entre un grall i un lladruc, és característic d'aquests micos i se l'ha denominat honk-bark ('lladruc-botzina') en oposició al whoop-gobble dels seus parents més propers. Viu en comunitats d'entre trenta i seixanta individus que s'associen amb altres micos.